# أساهي ماتسوياما
أساهي ماتسوياما (باليابانية: 増山 朝陽) (29 يناير 1997 في فوكوكا في اليابان – )؛ هو لاعب كرة قدم ياباني سابق كان يلعب كلاعب وسط.

## وصلات خارجية
- أساهي ماتسوياما على موقع رابطة كرة القدم اليابانية للمحترفين (اليابانية)
- أساهي ماتسوياما على موقع قاعدة بيانات كرة القدم.إي يو (الإنجليزية)
- أساهي ماتسوياما على موقع Soccerway.com (الإنجليزية)
- أساهي ماتسوياما على موقع عالم كرة القدم.نت (الإنجليزية)